# Escolca
Escolca (en sard, Iscroca) és un municipi italià, dins de la província de Sardenya del Sud. L'any 2007 tenia 760 habitants. Es troba a la regió de Trexenta. Limita amb els municipis de Barumini (VS), Gergei, Gesico, Mandas, Serri i Villanovafranca (VS).

## Administració
| Període | Identitat             | Partit        |
| ------- | --------------------- | ------------- |
| 2006-   | Salvatorangelo Planta | Llista cívica |